# Muzeum Dzieci Polskich – ofiar totalitaryzmu w Łodzi

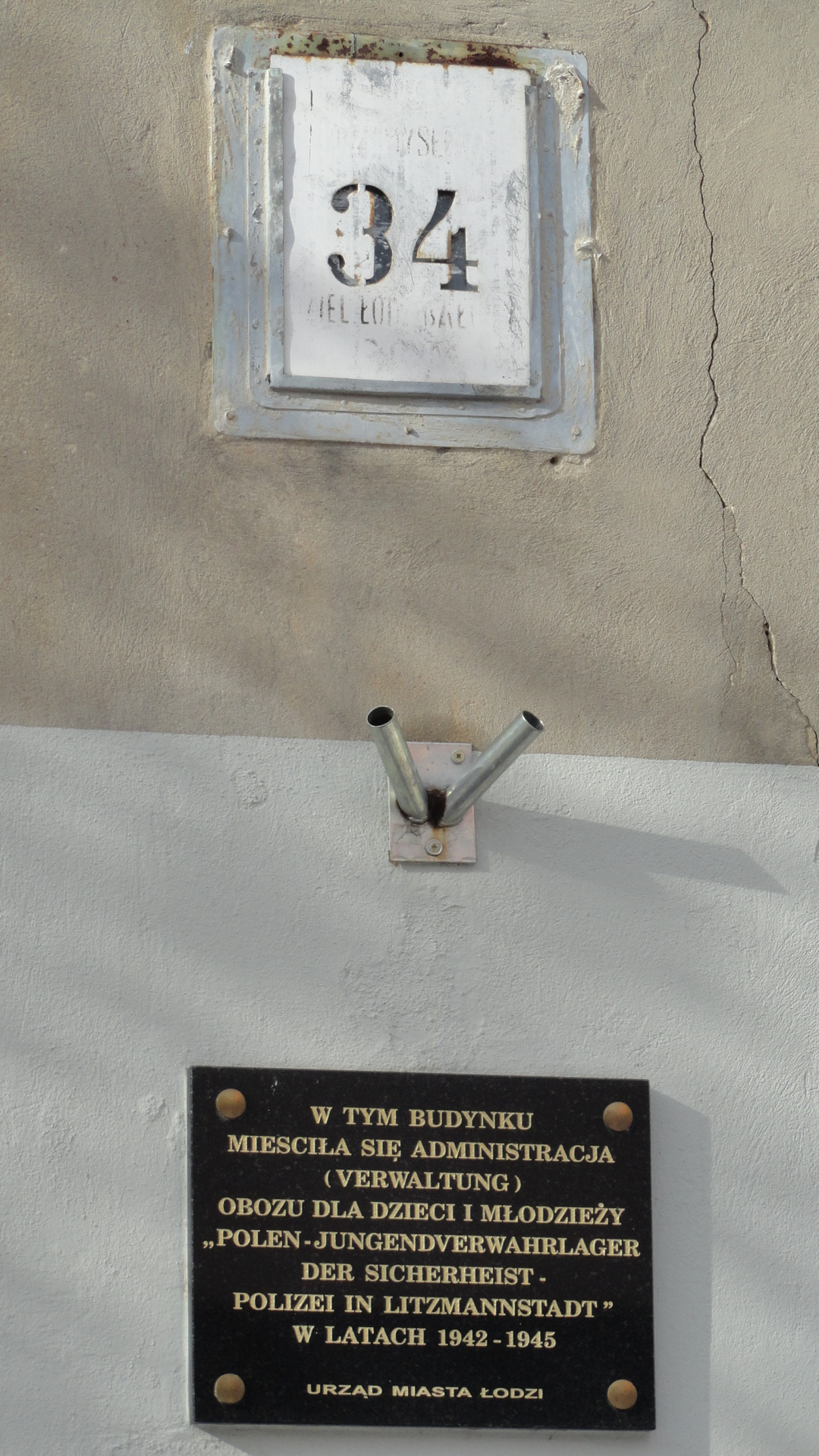
Tablica pamiątkowa na budynku przy ul. Przemysłowej 34, w którym mieściła się komendantura obozu

Muzeum Dzieci Polskich – ofiar totalitaryzmu, pełna nazwa: Muzeum Dzieci Polskich – ofiar totalitaryzmu. Niemiecki nazistowski obóz dla polskich dzieci w Łodzi (1942–1945) – muzeum w Łodzi, poświęcone Kinder-KL Litzmannstadt – obozowi koncentracyjnemu dla dzieci w Łodzi, założone w 2021 r.

## Historia
21 maja 2021 doszło do podpisania listu intencyjnego w sprawie współpracy na rzecz utworzenia muzeum, sygnowanego przez ministra kultury – Piotra Glińskiego, Rzecznika Praw Dziecka – Mikołaja Pawlaka oraz dyrektora Oddziału IPN w Łodzi – Dariusza Roguta. 31 maja 2021 odbyło się uroczyste ogłoszenie utworzenia Muzeum Dzieci Polskich – ofiar totalitaryzmu. W uroczystości udział wzięli m.in.: Mikołaj Pawlak, Jarosław Szarek oraz Dariusz Rogut. Muzeum utworzono 1 czerwca 2021, zarządzeniem ministra kultury – Piotra Glińskiego, który na stanowisko dyrektora powołał historyka – Ireneusza Piotra Maja.
1 grudnia 2023 na cmentarzu katolickim św. Wojciecha w Łodzi, z inicjatywy Muzeum, odsłonięto pomnik Pamięci Dzieci Polskich – Ofiar Niemieckich Obozów na terenie Łodzi i okolic, wg projektu Macieja Jagodzińskego-Jagenmeera, upamiętniający około 500 polskich dzieci, które zginęły w obozach w Łodzi oraz Konstantynowie Łódzkim. Pomnik odsłonięto w 81. rocznicę powołania obozu dla dzieci przy ul. Przemysłowej.

## Siedziba
Siedziba muzeum znajduje się w lokalizacji tymczasowej, w Kamienicy Teodora Steigera, przy ul. Piotrkowskiej 90 w Łodzi. W celu realizacji siedziby stałej, muzeum pozyskało nieruchomości znajdujące się na terenie dawnego niemieckiego obozu koncentracyjnego dla polskich dzieci. Pozyskało gmach dawnej komendantury obozu, tzw. Verwaltung przy ulicy Przemysłowej 34, który został przeznaczony do ekspozycji stałej, nieruchomość przy ul. Przemysłowej 29 zlokalizowanej w pobliżu dawnego karceru oraz działkę przy ul. Przemysłowej 27a, gdzie docelowo ma powstać główna siedziba muzeum.

## Działalność
Muzeum zajmuje się popularyzacją wiedzy, związanej z obozem dla polskich dzieci przy ul. Przemysłowej w Łodzi i jego filii w Dzierżąznej, w tym:
- gromadzeniem, opracowywaniem, konserwacją, przechowywaniem i udostępnianiem zbiorów;
- działalnością wystawienniczą, edukacyjną i naukową, dotyczącą upowszechniania wiedzy nt. obozów, upamiętniania dziecięcych ofiar II wojny światowej, sierot wojennych i dzieci żołnierzy wyklętych;
- współpracą z organizacjami non-profit, edukatorami społecznymi, muzeami i Rzecznikiem Praw Dziecka[1].

## Oddziały
- Muzeum Dzieci Polskich – ofiar totalitaryzmu. Oddział w Dzierżąznej (Dzierżązna 4, 95-001 Biała)[5][6]